# Xu Jun
Xu Jun (徐俊; Suzhou, 17 settembre 1962) è uno scacchista cinese.
Nel 1994 divenne il 4º giocatore cinese a conquistare il titolo di Grande maestro.
Vinse il campionato cinese nel 1983 e 1985.
Partecipò con la nazionale olimpica cinese a dieci olimpiadi degli scacchi dal 1984 al 2004, realizzando complessivamente +41 =57 –20 (58,9%).

Vinse una medaglia di bronzo individuale in 1ª scacchiera alle olimpiadi di Dubai 1986.
In luglio del 2000 raggiunse il 22º posto nella classifica Elo mondiale, con 2668 punti.
Vinse cinque volte il campionato asiatico a squadre nel periodo 1983-2003.
Tra gli altri risultati i seguenti:
- 1998   vince il campionato cinese open
- 2000   vince a Udaipur il campionato asiatico individuale
- 2001   vince a Calcutta il campionato asiatico individuale
- 2005   partecipa alla Coppa del Mondo di scacchi 2005, superando al primo turno Ye Jiangchuan 1,5-0,5 e al secondo turno Sang Cao 1,5-0,5, ma venendo eliminato al terzo turno da Ruslan Ponomariov 2-0